# Leiosoma
Several other genera were invalidly named Leiosoma. The mite chi Nicolet (1855) is now Liacarus. The echinoid chi Cotteau (1860) is now Trochalosoma. The lepidopteran chi Felder & Rogenhofer (1874) is now Erocha. The millipede chi Silvestri (1897) is now Catharosoma.
Leiosoma là một chi weevils.